# Amira Casar
Amira Casar (Londra, 1º maggio 1971) è un'attrice britannica naturalizzata francese.

## Biografia
Nata in Gran Bretagna da padre curdo e madre russa, è cresciuta tra Regno Unito, Irlanda e Francia. Si è formata in Francia, a Parigi. Ha esordito come attrice nel 1989.

## Filmografia parziale

### Cinema
- Erreur de jeunesse, regia di Radovan Tadic (1989)
- Ainsi soient-elles, regia di Patrick Alessandrin e Lisa Azuelos (1995)
- Delitto tra le righe (Tiré à part), regia di Bernard Rapp (1996)
- Mirada líquida, regia di Rafael Moleón (1996)
- La verità sull'amore (La Vérité si je mens!), regia di Thomas Gilou (1997)
- Maria della Baia degli Angeli (Marie Baie des Anges), regia di Manuel Pradal (1997)
- Perché no? (Pourquoi pas moi?), regia di Stéphane Giusti (1999)
- Le Derrière, regia di Valérie Lemercier (1999)
- Tôt ou tard, regia di Anne-Marie Etienne (1999)
- Le Cœur à l'ouvrage, regia di Laurent Dussaux (2000)
- Quand on sera grand, regia di Renaud Cohen (2000)
- La Vérité si je mens! 2, regia di Thomas Gilou (2001)
- Comment j'ai tué mon père, regia di Anne Fontaine (2001)
- Buñuel e la tavola di re Salomone (Buñuel y la mesa del rey Salomón), regia di Carlos Saura (2001)
- Filles perdues, cheveux gras, regia di Claude Duty (2002)
- Les Chemins de l'oued, regia di Gaël Morel (2002)
- Rien, voilà l'ordre, regia di Jacques Baratier (2003)
- Mariées mais pas trop, regia di Catherine Corsini (2003)
- Sylvia, regia di Christine Jeffs (2003)
- Pornocrazia (Anatomie de l'enfer), regia di Catherine Breillat (2004)
- The PianoTuner of EarthQuakes, regia di Stephen e Timothy Quay (2005)
- Incontri d'amore (Peindre ou faire l'amour), regia di Arnaud e Jean-Marie Larrieu (2005)
- La cloche a sonné, regia di Bruno Herbulot (2005)
- Journées froides qui menacent les plantes, regia di Virginie Chanu (2005)
- Transylvania, regia di Tony Gatlif (2006)
- Une vieille maîtresse, regia di Catherine Breillat (2007)
- Coupable, regia di Laetitia Masson (2008)
- Le Voyage aux Pyrénées, regia di Arnaud e Jean-Marie Larrieu (2008)
- Made in Italy, regia di Stéphane Giusti (2008)
- Nuit de chien, regia di Werner Schroeter (2008)
- Intrusions, regia di Emmanuel Bourdieu (2008)
- Kandisha, regia di Jérôme Cohen-Olivar (2008)
- Bancs publics (Versailles rive droite), regia di Bruno Podalydès (2009)
- Gamines, regia di Éléonore Faucher (2009)
- Oscar et la dame rose, regia di Éric-Emmanuel Schmitt (2009)
- Let My People Go!, regia di Mikael Buch (2011)
- Playoff, regia di Eran Riklis (2011)
- La Vérité si je mens! 3, regia di Thomas Gilou (2012)
- Michael Kohlhaas, regia di Arnaud des Pallières (2013)
- Sarà il mio tipo? (Pas son genre), regia di Lucas Belvaux (2014)
- Der letzte Sommer der Reichen, regia di Peter Kern (2014)
- Saint Laurent, regia di Bertrand Bonello (2014)
- The Forbidden Room, regia di Guy Maddin (2015)
- Ich und Kaminski, regia di Wolfgang Becker (2015)
- Planetarium, regia di Rebecca Zlotowski (2016)
- Die Nacht der 1000 Stunden, regia di Virgil Widrich (2016)
- Chiamami col tuo nome (Call Me by Your Name), regia di Luca Guadagnino (2017)
- Van Gogh - Sulla soglia dell'eternità (At Eternity's Gate), regia di Julian Schnabel (2018)
- Curiosa, regia di Lou Jeunet (2019)
- Red Snake (Soeurs d'armes), regia di Caroline Fourest (2019)
- The Echo of Being, regia di Lucas van Woerkum (2020)
- Cigare au miel, regia di Kamir Aïnouz (2020)
- Yaban, regia di Tareq Daoud (2022)
- The Contractor, regia di Tarik Saleh (2022)
- Visions, regia di Yann Gozlan (2023)

### Televisione
- Assassinio sull'Orient Express (Murder on the Orient Express), regia di Carl Schenkel – film TV (2001)
- Versailles – serie TV, 9 episodi (2015)
- A Small Light – miniserie TV, 8 puntate (2023)

### Videoclip
- Have You Ever Really Loved a Woman? di Bryan Adams (1995)

## Doppiatrici italiane
Nelle versioni in italiano delle opere in cui ha recitato, Amira Casar è stata doppiata da:
- Roberta Greganti in Incontri d'amore, Red Snake
- Chiara Colizzi in Planetarium, A Small Light
- Monica Ward in Pornocrazia
- Anna Cesareni in Versailles
- Francesca Fiorentini in Chiamami col tuo nome